# Pomadasys commersonnii
Pomadasys commersonnii es una especie de peces de la familia Haemulidae en el orden de los Perciformes.

## Morfología
• Los machos pueden llegar alcanzar los 80 cm de longitud total.

## Distribución geográfica
Se encuentra desde la costa noroeste de India hasta el sur de Omán, Sudáfrica, las Seychelles y Madagascar.